# سد درعا الشرقي

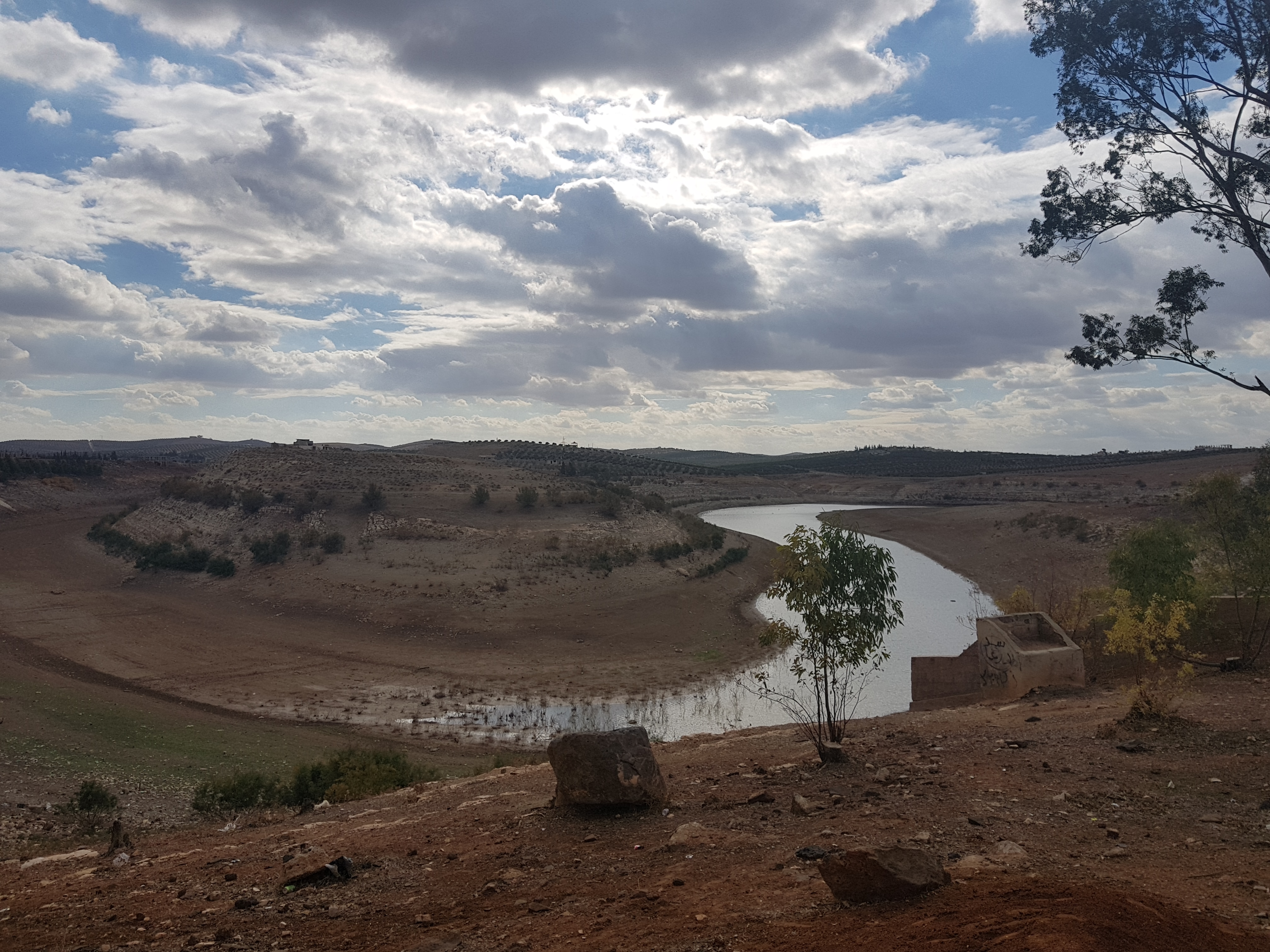
منظر لجفاف سد درعا الشرقي، بتاريخ 1 ديسمبر 2018

يقع سد درعا الشرقي في الجنوب الشرقي من مدينة درعا وهي مركز محافظة درعا إحدى المحافظات السورية.
تم بناءه سنة 1970م وما زال إلى يومنا هذا منيعاً وقوي ويحجز خلفه ملايين الأمتار المكعبة من المياه التي أنعشت المنطقة زراعياً.